# S-Bahn Basel
Az S-Bahn Basel (németül: Trinationale S-Bahn Basel, franciául: RER trinational de Bâle) 1997 óta nyújt S-Bahn-szerű vasúti szolgáltatást, amely Bázel nagyvárosi területét köti össze Svájcban, Németországban és Franciaországban. Nyolc elővárosi vasútvonalból áll, ebből négy határon átnyúlóan közlekedik.
Az S-Bahnt a Svájci Szövetségi Vasutak (SBB-CFF-FFS), annak német leányvállalata, az SBB GmbH, a német DB és a francia SNCF Voyageurs üzemelteti. Az illetékes közlekedési hatóságok a svájci Bázel-város, Bázel-vidék, Aargau, Solothurn, Jura kantonok; a német Baden-Württemberg tartomány és a francia Grand Est régió. 2018 óta trireno néven koordinálják az S-Bahn jövőbeni meghosszabbítását.

## Műveletek
Különböző tényezők miatt az öt elővárosi vasútvonal járatsűrűsége nem azonos. A nagy forgalmú S1 (Basel SBB és Stein-Säckingen között) és S3 (Olten és Laufen között) vonalak járatai félóránként közlekednek. A közepes utasforgalmú vonalak (TER, RB30, RB27, S5 és S6) csúcsidőben félóránként, csúcsidőn kívül és hétvégén általában óránként közlekednek. A kis utasszámú vonalak (S1 Stein-Säckingen és Laufenburg/Frick között, S3 Laufen és Porrentruy között és S9) óránként közlekednek. Mivel a járatok három országban működnek, ezt az üzemrendet nemcsak a kereslet határozza meg, hanem a különböző érintett nemzeti és helyi önkormányzatok is.
A Basel SBB és Pratteln, valamint Lörrach-Stetten és Steinen között két-két S-Bahn járat közlekedik, ami 15 perces járatsűrűséget eredményez ezeken a vonalakon. Csúcsidőben további járatok közlekednek.

## Vonalak
Az S-Bahn vonalai normál nyomtávolságúak és végig villamosítottak 15 kV 16,7 Hz-cel. A vonatok 30-60 percenként járnak, ütemesen a 357 km-nyi hálózaton.
Jelenleg az alábbi vonalak üzemelnek:
- S1: Basel SBB – Rheinfelden – Stein-Säckingen – Frick / Laufenburg
- S3: Porrentruy – Delémont – Laufen – Basel SBB – Liestal – Sissach – Olten
- S5: Weil am Rhein – Lörrach Hbf – Steinen (– Schopfheim – Zell (Wiesental))
- S6: Basel SBB – Basel Bad Bf – Riehen – Lörrach Hbf – Steinen – Schopfheim – Zell (Wiesental)
- S9: Sissach – Läufelfingen – Olten
- TER: Mulhouse – Basel SBB
- RB27: Basel SBB– Müllheim (Baden) – Freiburg (Breisgau) Hbf
- RB30: Basel Bad Bf – Rheinfelden (Baden) – Bad Säckingen – Laufenburg (Baden) – Waldshut – Lauchringen

Az S1, S3 és S9 vonalakat a Svájci Szövetségi Vasutak (SBB) üzemelteti, és csak Svájcban közlekednek.
Az S5 és S6 vonalakat az SBB GmbH, az SBB német leányvállalata üzemelteti, az előbbi csak Németországot szolgálja ki, az utóbbi pedig Svájc és Németország között közlekedik.
Az RB27 és RB30 vonalakat a DB Regio, a Deutsche Bahn elővárosi vasúttársasága üzemelteti, és mindkettő Svájc és Németország között közlekedik. (Az RB a Regionalbahn rövidítése, ami németül "regionális vasút").
A TER vonalat az SNCF Voyageurs, a francia állami vasúttársaság, az SNCF regionális vasúttársasága üzemelteti, és a TER Grand Est hálózat részeként Svájc és Franciaország között közlekedik. (A TER a Transport express régional rövidítése.)
A 357 km hosszú vasúthálózat jelenleg 108 állomást és megállót foglal magában, amelyek közül 47 Svájcban, 54 Németországban és 7 Franciaországban található. A legrövidebb vonal az S5 (14 km), a leghosszabb pedig az S3 (106 km).